# Pisaći stroj
Pisaći stroj je mehanički ili elektromehanički stroj koji sadrži mnogo tipki, koje kada se koja od tih tipki pritisnu stvaraju otisak na papiru ili nekom drugom mediju, a putem utiskivanja tinte ili nekog drugog sredstva. Prvi pisaći strojevi su se pojavili sredinom 19. stoljeća i sve do 80-tih godina 20. stoljeća bili su nezamjenjivi stroj za poslovnu uporabu. Prodorom višenamjenskih osobnih računala i pisača, pisaći strojevi potpuno su istisnuti tijekom 1980-ih kao osnovno sredstvo za strojno pisanje u razvijenom svijetu.